# Afrodrepanus impressicollis
Afrodrepanus impressicollis là một loài bọ cánh cứng trong họ Bọ hung (Scarabaeidae).